# Велика Река (Подујево)
Велика Река (алб. Velikarekë) је насељено место у општини Подујево, Косово и Метохија, Република Србија.

## Демографија
| Демографија | Демографија | Демографија |
| Година      | Становника  | Становника  |
| ----------- | ----------- | ----------- |
| 1948.       | 359         |             |
| 1953.       | 401         |             |
| 1961.       | 391         |             |
| 1971.       | 432         |             |
| 1981.       | 548         |             |
| 1991.       | 648         |             |